# Labinci
Labinci (en italien : Santa Domenica) est une localité de Croatie située en Istrie, dans la municipalité de Kaštelir-Labinci, dans le comitat d'Istrie. En 2001, la localité comptait 269 habitants.

## Démographie
| 1948 | 1953 | 1961 | 1971 | 1981 | 1991 | 2001 |
| ---- | ---- | ---- | ---- | ---- | ---- | ---- |
| 539  | 416  | 343  | 241  | 218  | 249  | 269  |